# Humpry Bullock
Humpry Bullock, britanski general, * 1899, † 1959.